# Wolfgang Deuling
Wolfgang Hendrik Deuling (* 18. September 1941) ist ein ehemaliger niederländischer SPD-Funktionär.

## Leben
Wolfgang Hendrik Deuling stammt väterlicherseits von der Familie Deuling aus den Niederlanden und mütterlicherseits von der Familie Forster aus dem Egerland. Deuling belegte in den Jahren 1966 bis 1971 ein Studium der Sozialwissenschaften in Hamburg. Er war seit Juni 1971 in der Bonner SPD-Zentrale Büroleiter von Hans-Jürgen Wischnewski und ab 1981 sein persönlicher Referent.
Wolfgang Deuling initiierte als SPD-Referent (1971 bis 1983) im Bundestagswahlkampf 1972 eine umstrittene Umfrageaktion und war dafür zuständig, Spender der CDU zu finden, denen anonyme Anti-SPD-Annoncen zugeschrieben wurden. In den Jahren 1983 bis 1988 war er Mitarbeiter der Friedrich-Ebert-Stiftung in Bonn und Kairo.
Auf Deulings Initiative wurde 2012 ein Uferstreifen in Bonn nach Moses Hess benannt.
Deuling engagierte sich für ein Mahnmal zum 80. Jahrestag der Bücherverbrennung in Bonn 1933.

## Veröffentlichungen
- Niklaus Forster, Fragmente der europäischen Geschichte. Aachen: Shaker Media, 2011, ISBN 978-3-86858-633-6[12]
- Syntagma und Tahrir: der kommende Aufstand. [occupy Wall Street]. Aachen: Shaker Media, ISBN 978-3-86858-695-4
- Geschichte einer Egerländer Familie Niklas Forster. 1. Aufl., 1996, Bonn